# Oxyopes birmanicus
Oxyopes birmanicus es una especie de araña del género Oxyopes, familia Oxyopidae. Fue descrita científicamente por Thorell en 1887.
Habita en India y desde China a Indonesia (Sumatra).